# 梨花体诗
梨花体诗，是网络中有人以诗人赵丽华（“梨花”为“丽华”谐音）的现代诗为原型模仿的作品，属于网络恶搞范畴，并引来众多诗人的辩解和反击，认为是垃圾诗。
梨花体的特点是：把一段普通的、没什么意义的话拆成很多行，就成了一首诗。例如：

傻瓜灯———我坚决不能容忍

我坚决不能容忍

那些

在公共场所

的卫生间

大便后

不冲刷

便池

的人！！